# Jorge Terceiro
Jorge "Gia" Terceiro (ur. 19 lipca 1976 w João Pessoa) – brazylijski siatkarz reprezentujący Gruzję.

## Życiorys
Uczestniczył wraz z Renato "Geor" Gomes w Letnich Igrzyskach Olimpijskich w Pekinie w 2008.

## Letnie Igrzyska Olimpijskie 2008

### Piłka siatkowa – turniej plażowy mężczyzn[2]
Grupa C
Ricardo-Emanuel (BRA) – Schacht-Slack (AUS): 2-0 (21-14, 21-17)
Geor-Gia (GEO) – Fernandes-Morais (ANG): 2-0 (21-14, 21-13)
Schacht-Slack (AUS) – Fernandes-Morais (ANG): 2-0 (21-15, 21-9)
Ricardo-Emanuel (BRA) – Geor-Gia (GEO): 2-0 (21-19, 21-17)
Schacht-Slack (AUS) – Geor-Gia (GEO): 2-0 (21-17, 21-19)
Ricardo-Emanuel (BRA) – Fernandes-Morais (ANG): 2-0 (21-8, 21-13)
| Lp. | Zespół           | Kraj      | Pts | Zw. | Prz. | Sety | Punkty  |
| --- | ---------------- | --------- | --- | --- | ---- | ---- | ------- |
| 1   | Ricardo-Emanuel  | Brazylia  | 6   | 3   | 0    | 6:0  | 126:88  |
| 2   | Schacht-Slack    | Australia | 5   | 2   | 1    | 4:2  | 115:102 |
| 3   | Geor-Gia         | Gruzja    | 4   | 1   | 2    | 2:4  | 114:111 |
| 4   | Fernandes-Morais | Angola    | 3   | 0   | 3    | 0:6  | 72:126  |

z grupy do 1/8 finału awansowały trzy pierwsze zespoły
1/8 finału
Geor-Gia (GEO)
Doppler-Gartmayer (AUT): 2-1 (19-21, 21-16, 15-13)
1/4 finału
Nummerdor-Schuil (NED) – Geor-Gia (GEO): 0-2 (19-21, 19-21)
1/2 finału
Rogers-Dalhausser (USA) – Geor-Gia (GEO): 2-0 (21-11, 21-13)
Mecz o 3 miejsce
Geor-Gia (GEO) – Ricardo-Emanuel (BRA): 0-2 (15-21, 10-21)